# كابرون (أوكلاهوما)
كابرون (بالإنجليزية: Capron, Oklahoma)‏ هي معلم جغرافي تقع في الولايات المتحدة في مقاطعة وودز، أوكلاهوما. يقدر عدد سكانها بـ 42 نسمة ومساحتها 0.3 كم2 ووترتفع عن سطح البحر 394 متر.